# 電信局
電信局（でんしんきょく）は、電信に関する現業業務を掌る、設立当初は工部省に属していたが、1885年（明治18年）12月22日、内閣創設に際して逓信省所管の官署となった。

## 概要
電報の受付、通信および配達などを取り扱う。
官制上は電話の現業業務をも兼業する所もある。

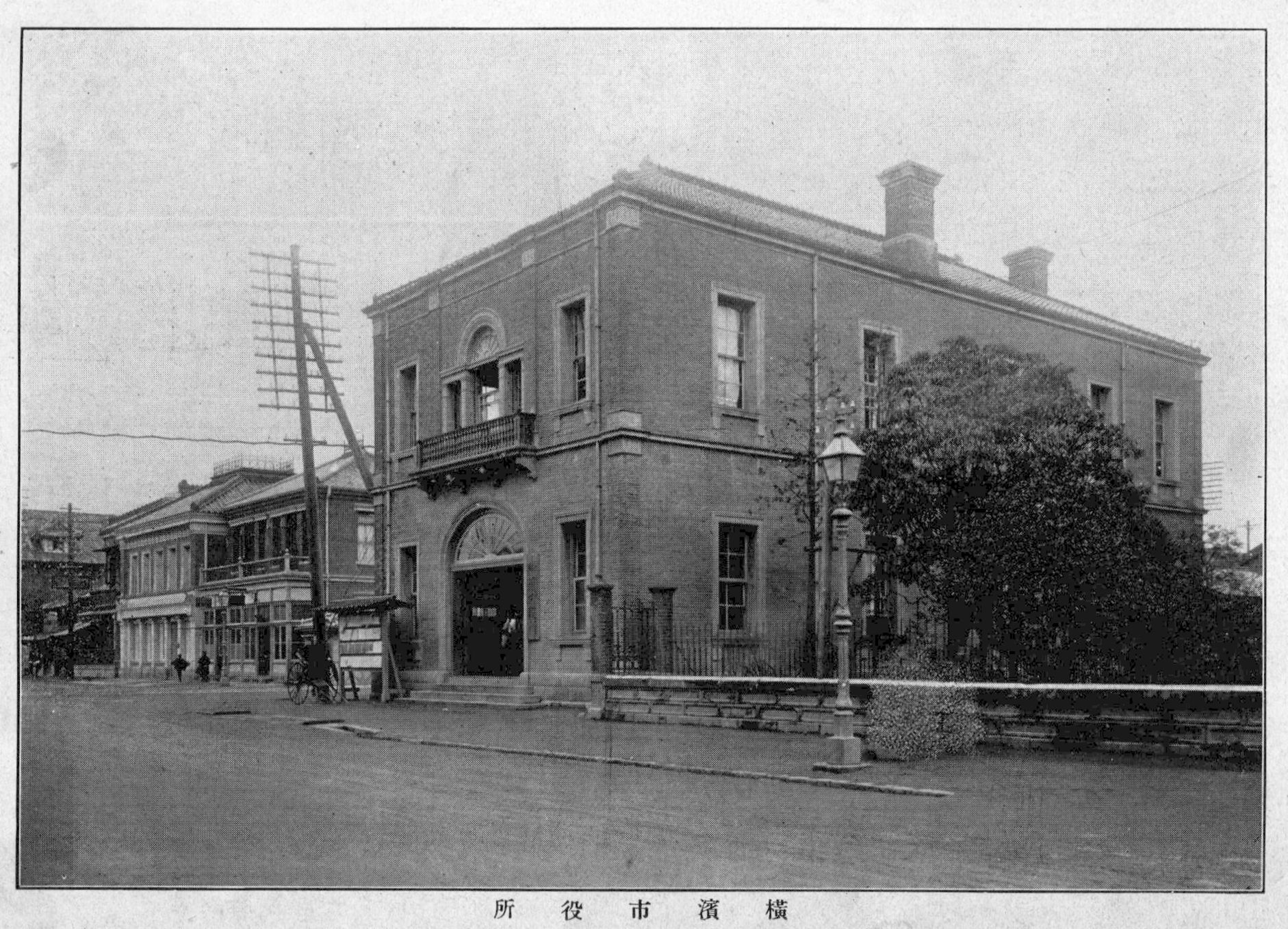
横浜市役所（初代）に転用された元・横浜電信分局

逓信大臣は必要と認める停車場または船舶などに電信取扱所を設置し、また郵便局に電信の現業業務を兼掌させる。
単独の電信局は東京、大阪、神戸中央電信局、および下関電信局がある。
逓信省管内の電信取扱局所は一等局、二等局、三等局、取扱所がある。
臨時に大演習の挙行地、また登山期間、漁猟期間中など季節的に開設し、電報事務を取扱うことがある。
電信局所の電報取扱時間は次のとおりである。
| 期 間                   | 一、二等局および 郵便集配三等局 | 三等局（郵便 集配局を除く） | 電信取扱所       |
| 3月1日から 10月31日まで | 6時から 20時まで                | 7時から 20時まで            | 8時から 20時まで |
| 11月1日から 2月末日まで | 7時から 20時まで                | 8時から 20時まで            | 8時から 20時まで |

（備考）
1. 至急・無線・新聞・外国・官報および時間外料を納付した電報は時間に関係なく受け付けられる（ただし、無集配三等局の取扱時間を除く）・
2. 電報の集配をしない三等局は日曜祝祭日などは正午までである
3. 朝鮮宛は20時から翌8時までは至急のほか取り扱わない（ただし、通常電報でも受付に限って内地受付時間内は取扱う）